# Fredrik Paasche
Johan Fredrik Paasche, ursprungligen Amundsen, född 3 februari 1886 i Bindal, död 1 september 1943 i Uppsala, var en norsk historiker och litteraturhistoriker som arbetade särskilt med medeltiden. Paasche, som först specialiserade sig på den tyska litteraturen, verkade som docent från 1917 och som professor från 1920. 
Hitlers maktövertagande i Tyskland 1933 föranledde Paasche att både i tal och skrift tydligt ta avstånd från nazismen. Under 1930-talet deltog Paasche aktivt i hjälpinsatser för politiska flyktingar, särskilt genom organisationen Nansenhjelp.
1938 utnämndes han till professor i medeltidslitteratur. Sedan Paasche hade flytt till Sverige efter den tyska ockupationen av Norge, vistades han på Nyhyttans bergsmansgård. Under åren i Sverige lade Paasche ned ett omfattande arbete som kringresande talare för att väcka svenskarnas engagemang för Norges sak. Talarstilen ansågs medryckande. Från 1941 var han knuten till universitetet i Uppsala där han utnämndes Paasche till hedersdoktor i teologi. Paasches studie Hedenskap og kristendom, studier i norrøn middelalder utgavs postumt 1948. Fredrik Paasche var medlem av Svensk-norska föreningen.

## Bakgrund
Fredrik Paasches far var kyrkoherden och stortingsledamoten Olaf Kristian Amundsen. Modern hette Kirsten Birgitte Paasche. Juristen och politikern Olaf Amundsen var hans bror. Fredrik Paasche antog moderns efternamn Paasche 1905. Han var gift två gånger, vid båda tillfällena med svenskor. Den 29 juli 1916 ingick han äktenskap i Gävle med grevinnan Agnes Viveka Aimée Hamilton. Hösten 1916 avreste paret till Tyskland, där Paasche skulle verka som krigskorrespondent. Äktenskapet varade endast ett halvår då hustrun under trycket av en neuros oväntat begick självmord i januari 1917 (självmordet gjorde ett chockartat intryck på hennes släktingar, inte minst på hennes jämnåriga kusin Agnes von Krusenstjerna, som tjugo år senare behandlade det, i lätt förklädd och fiktionaliserad form, i sin roman I livets vår (1938)). Fredrik Paasche gifte om sig i Stockholm den 10 november 1928 med grevinnan Eva Christina (Stina) Mörner och fick med henne sonen botanikern Eystein Paasch.

## Akademisk karriär
Paasche kom 1902 till Kristiania 1902. Efter en tid som informator hos familjen Anker Møller i Østfold inledde han språkvetenskapliga studier. Under studentåren höll Paasche föredrag och skrev artiklar. 22 år gammal utkom Paasche 1908 med sin första bok: Gildet paa Solhaug. Ibsens nationalromantiske digtning 
Han avlade examen 1910 med ämneskombinationen tyska, historia och norska. Därefter uppehöll han sig flera gånger i Tyskland. År 1911 blev han universitetsstipendiat i tysk litteratur. År 1912 tilldelades Paasche guldmedalj av kung Haakon VII. År 1915 disputerade Paasche med avhandlingen Kristendom og kvad. Paasche ville visa att den norsk-isländska skaldediktningen från 1100- och 1200-talen gav uttryck för den romerska kyrkans ideal och bildspråk. Påståendena ansågs kontroversiella och vid disputationen mötte Paasche fem opponenter. Han blev teologie hedersdoktor vid Uppsala universitet 1941.

## Författarskap
Paasche skrev om Luther, Goethe, kung Sverre Sigurdsson (1920)  av Norge, Olav den helige och Snorre Sturlusson (1922). Han översatte Njáls saga till norska. Tillsammans med Francis Bull presenterade Paasche en idé om ett större norskt litteraturhistoriskt verk för bokförläggaren William Nygaard. Paasche skrev första och tredje bandet av Norsk litteraturhistorie. Paasche tog även initiativ till utgivningen av Norsk biografisk leksikon. Mellan 1921 och 1939 skrev han 78 biografiska artiklar till detta uppslagsverk.

## Minnesmärke
Vid universitetet i Oslo, i trädgården, restes 1950 ett monument till minne av Fredrik Paasche. Det höggs i granit av skulptören Knut Steen. Monumentet består av fyra stenblock. På ett av dem avbildas Fredrik Paasche i relief samt episoder ur norsk medeltid och ur Paasches samtid.